# 圣彼得海滩
圣彼得海滩（英語：Saint Pete Beach），是美国佛罗里达州皮尼拉斯縣下属的一座城市。建立于1957年。面积约为51.5平方公里（约合19.8平方英里）。根据2020年美國人口普查，该市人口有8,879。

## 歷史
1957年公投中僅以五票之差通過，Pass-a-Grille、Don CeSar Place、Belle Vista及聖彼得堡海灘等地合併成「聖彼得堡海灘」（Saint Petersburg Beach）城市。1994年3月9日，當地人投票決定改名較短的「聖彼得海灘」，要跟以東幾哩處的聖彼得堡市區別。